# Kobyła (Beskid Wyspowy)
Kobyła lub Kobyla Góra – góra w Paśmie Łopusza i Kobyły w Beskidzie Wyspowym, przy jego północnej granicy z Pogórzem Wiśnickim. Mapa Geoportalu podaje jej wysokość 605 m, mapa Compass 603 m, przewodnik Beskidy Krygowskiego 613 m. Znajduje się w środkowej części długiego grzbietu o mniej więcej równoleżnikowym przebiegu, ciągnącego się od Łopusza Zachodniego nad Żegociną aż po dolinę Białki w Wojakowej. W grzbiecie tym, kolejno od zachodu na wschód wyróżniają się: Łopusze Zachodnie (661 m), Łopusze Wschodnie (612 m), Kamionka (593 m), Kobyła (603 m), Kopiec (585 m), Szczełba (511 m). Przez grzbiet Kobyły przebiega granica między miejscowościami Rajbrot (powiat bocheński) i Kamionka Mała (powiat limanowski).
Na północnych stokach góry znajdują się źródła rzeki Uszwicy, stoki południowe odwadniane są przez potok Kamionka. Góra jest w większości zalesiona, ale pod szczytem, na południowo-wschodnich stokach znajduje się polana Mulowiec, również na południowych stokach wysoko podchodzą pola uprawne i zabudowania Kamionki Małej (przysiółek Rosochatka i Głowaczyna). W czasie I wojny światowej Kobyła była miejscem zażartych walk między wojskami rosyjskimi i austriacko-węgierskimi, które po krwawej bitwie wyparły stąd Rosjan (tzw. bitwa pod Limanową). Mająca strategiczne znaczenie i górująca nad okolicą Kobyła aż 6 razy przechodziła z rąk do rąk. Na północnym stoku, powyżej ostatnich domostw przysiółka Kucek pozostał po tych walkach Cmentarz wojenny nr 300 – Rajbrot-Kobyła z I wojny światowej. Wydarzenie to upamiętnia pomnik na polanie Mulowiec.
Również w czasie II wojny światowej z Kobyłą związane są tragiczne wydarzenia. Na polanie Mulowiec oddział ukraińskiej 14 Dywizji Grenadierów SS 23 listopada 1944 zamordował pięciu partyzantów oraz gospodarza Wawrzyńca Odrońca.
Przez Kobyłę prowadzi żółty szlak turystyczny na Łopusze Wschodnie. Góra warta jest zwiedzenia. Z otwartych przestrzeni jej stoków (pola uprawne i osiedla Kamionki Małej i Rozdziela) rozciąga się szeroka panorama widokowa. Oprócz cmentarza wojennego warto zobaczyć także liczne figury i kapliczki wykonane przez miejscowych twórców ludowych. Znajdują się przy drogach i osiedlach rozrzuconych na stokach Kobylej Góry.
Szlaki turystyczne
 Żegocina – Łopusze Zachodnie – Łopusze Wschodnie – Kamionka – Kobyła – Mulowiec – Kopiec – Wojakowa
 Lipnica Murowana – Rajbrot – Kobyła